# Albany (Afrique du Sud)

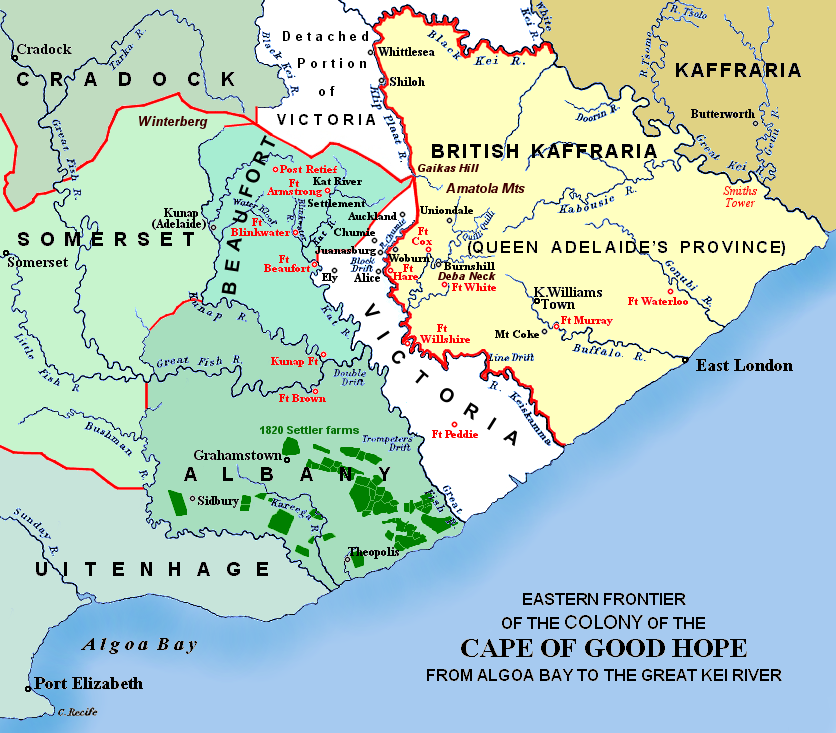
Le district d'Albany

Pour les articles homonymes, voir Albany.
Le district d'Albany est une ancienne division de la colonie anglaise du Cap, au sud-est, et sur la mer. Elle avait pour villes principales Grahamstown et Bathurst. Elle est maintenant englobée dans la province du Cap oriental de l'Afrique du Sud.